# 돈꽃 (2008년 드라마)
《돈꽃》는 2008년 3월 29일에 KBS 2TV에서 방영한 드라마시티이다.

## 줄거리
말순은 젊은 시절 폭력남편에게 맞아 한쪽 눈을 잃었으나 홀로 자식들 키우는 재미로 굿굿하게 살아왔으며 어느덧 환갑을 맞았다. 전날 꾼 돈꽃이 피는 꿈 때문에 장난삼아 산 복권이 2등에 당첨된다. 하지만 큰딸 용희는 급한 사업자급으로, 아들 용진은 발달장애인 아들 해외 치료비로, 막내 딸 용미는 결혼자금으로 서로 달라며 싸움이 난다. 거기다 엎친데 덮친 격으로 20년 간 소식 없던 남편 일남까지 불쑥 찾아온다.

## 등장 인물

### 주요 인물
- 정영숙 : 말순 역
- 유승봉 : 일남 역 - 말순의 남편
- 남성진 : 용진 역 - 세 남매 중 둘째

### 주변 인물
- 권오현 : 태호 역 - 용희의 남편
- 이경아 : 용희 역 - 세 남매 중 첫째
- 배민희 : 용미 역 - 세 남매 중 막내
- 경규원 : 승현 역 - 용미의 약혼남

### 그 외 인물
- 송석호 : 의사 역
- 이상용 : 중개인 역
- 임채용 : 남자 역
- 오진호 : 팀장 역
- 정현철 : 구급대원 역
- 박아현 : 간호사 역
- 김진수 : 손님 역
- 이재민 : 찬수 역
- 한성진 : 찬영 역
- 고낙현 : 남자아이 1 역
- 이정원 : 남자아이 2 역